# Dihidroorotat dehidrogenaza (hinon)
Dihidroorotat dehidrogenaza (hinon) (EC 1.3.5.2, dihidroorotat:ubihinon oksidoreduktaza,-dihidroorotat:(akceptor) oksidoreduktaza,-dihidroorotat:akceptor oksidoreduktaza, DHOdehaza (nespecifična), DHOD (nespecifična), DHODase (nespecifična), DHODH) je enzim sa sistematskim imenom (S)-dihidroorotat:hinon oksidoreduktaza. Ovaj enzim katalizuje sledeću hemijsku reakciju
()-dihidroorotat + hinon {\displaystyle \rightleftharpoons } orotat + hinol
Ova dihidroorotatna dehidrogenaza klase 2 sadrži contains FMN. Enzim je prisutan kod eukariota u mitohondrijskoj membrani, i u pojedinim gram negativnim bakterijama vezan za ćelijsku membranu. Reakcija posredovana ovim enzimom je jedina redoks reakcija u de novo biosintezi pirimidinskih nukleotida. Najbolji hinonski elektronski akceptori  za enzim iz goveđe jetre su ubihinon-6 i ubihinon-7, mada jednostavni hinoni, kao što je benzohinon, takođe mogu deluju kao manje efikasni akceptori.

## Literatura
- Nicholas C. Price; Lewis Stevens (1999). Fundamentals of Enzymology: The Cell and Molecular Biology of Catalytic Proteins (Third изд.). USA: Oxford University Press. ISBN 019850229X.
- Eric J. Toone (2006). Advances in Enzymology and Related Areas of Molecular Biology, Protein Evolution (Volume 75 изд.). Wiley-Interscience. ISBN 0471205036.
- Branden C; Tooze J. Introduction to Protein Structure. New York, NY: Garland Publishing. ISBN 0-8153-2305-0.
- Irwin H. Segel. Enzyme Kinetics: Behavior and Analysis of Rapid Equilibrium and Steady-State Enzyme Systems (Book 44 изд.). Wiley Classics Library. ISBN 0471303097.
- William P. Jencks (1987). Catalysis in Chemistry and Enzymology. Dover Publications. ISBN 0486654605.

## Spoljašnje veze
- Dihydroorotate+dehydrogenase+(quinone) на 